# HNK Željezničar Slavonski Brod
HNK Željezničar je nogometni klub iz Slavonskog Broda.
U sezoni 2019./20. natječe se u 4. HNL – Istok.

## Poznati igrači
- Anton Matković
- Mario Mandžukić